# Заручевье (Угловское городское поселение)
Заручевье — деревня в Окуловском муниципальном районе Новгородской области, относится к Угловскому городскому поселению.

## География
Деревня Заручевье расположена на Валдайской возвышенности, в 3,5 км к западу от посёлка Угловка, в 3,5 км к северу от съезда «Угловка» с М11, в 27 км к юго-востоку от города Окуловка.
В 0,5 км к югу находится деревня Березовка.

## Население
| 2002 | 2010 | 2011 |
| ---- | ---- | ---- |
| 30   | ↘13  | ↗20  |

## История
В 1773—1927 деревня Заручевье находилась в Валдайском уезде Новгородской губернии. С начала XIX века до 1918 и в 1919—1924 относилась к Боровенской волости Валдайского уезда.
Отмечена на картах 1788, 1812, 1816, 1826—1840.
В 1908 в деревне Заручевье было 52 двора с 85 домами и населением 262 человека. Имелась часовня.
Деревня Заручевье входила в состав Известкового сельсовета. В 2005 вошла в Угловское городское поселение.

## Транспорт
Ближайшая ж/д станция «Угловка» — в 4 км от деревни Заручевье.